# Le voci interiori
Le voci interiori (Głosy wewnętrzne) è un film per la televisione del 2009 diretto da Krzysztof Zanussi. Il film fa parte della serie Teatr Telewizji.